# Кондо (Франція)
Кондо́ (фр. Condeau) — колишній муніципалітет у Франції, у регіоні Нормандія, департамент Орн. Населення — 421 осіб (2011).
Муніципалітет був розташований на відстані близько 125 км на південний захід від Парижа, 125 км на південний схід від Кана, 55 км на схід від Алансона.

## Історія
До 2015 року муніципалітет перебував у складі регіону Нижня Нормандія. Від 1 січня 2016 року належав до нового об'єднаного регіону Нормандія.
1 січня 2016 року Кондо, Конде-сюр-Юїн i Кулонж-ле-Саблон було об'єднано в новий муніципалітет Саблон-сюр-Юїн.

## Демографія
Динаміка населення (INSEE ):
Розподіл населення за віком та статтю (2006):
| Стать | Всього | До 15 років | 15-24 | 25-44 | 45-64 | 65-85 | Понад 85 |
| --- | ------ | ----------- | ----- | ----- | ----- | ----- | -------- |
| Чоловіки | 220    | 56          | 16    | 56    | 64    | 28    | 0        |
| Жінки | 196    | 48          | 12    | 68    | 44    | 24    | 0        |
| \| Статево-вікова піраміда \| Статево-вікова піраміда \| Статево-вікова піраміда \| \| ----------------------- \| ----------------------- \| ----------------------- \| \| Чоловіки \| Вік \| Жінки \| \| 0 \| 85 + \| 0 \| \| 0 \| 80-84 \| 0 \| \| 8 \| 75-79 \| 8 \| \| 8 \| 70-74 \| 8 \| \| 12 \| 65-69 \| 8 \| \| 0 \| 60-64 \| 0 \| \| 16 \| 55-59 \| 12 \| \| 24 \| 50-54 \| 16 \| \| 24 \| 45-49 \| 16 \| \| 0 \| 40-44 \| 8 \| \| 24 \| 35-39 \| 16 \| \| 16 \| 30-34 \| 36 \| \| 16 \| 25-29 \| 8 \| \| 8 \| 20-24 \| 4 \| \| 8 \| 15-20 \| 8 \| \| 12 \| 10-14 \| 4 \| \| 32 \| 5-9 \| 24 \| \| 12 \| 0-4 \| 20 \| |        |             |       |       |       |       |          |
| Статево-вікова піраміда |        |             |       |       |       |       |          |
| Чоловіки | Вік    | Жінки       |       |       |       |       |          |
| 0 | 85 +   | 0           |       |       |       |       |          |
| 0 | 80-84  | 0           |       |       |       |       |          |
| 8 | 75-79  | 8           |       |       |       |       |          |
| 8 | 70-74  | 8           |       |       |       |       |          |
| 12 | 65-69  | 8           |       |       |       |       |          |
| 0 | 60-64  | 0           |       |       |       |       |          |
| 16 | 55-59  | 12          |       |       |       |       |          |
| 24 | 50-54  | 16          |       |       |       |       |          |
| 24 | 45-49  | 16          |       |       |       |       |          |
| 0 | 40-44  | 8           |       |       |       |       |          |
| 24 | 35-39  | 16          |       |       |       |       |          |
| 16 | 30-34  | 36          |       |       |       |       |          |
| 16 | 25-29  | 8           |       |       |       |       |          |
| 8 | 20-24  | 4           |       |       |       |       |          |
| 8 | 15-20  | 8           |       |       |       |       |          |
| 12 | 10-14  | 4           |       |       |       |       |          |
| 32 | 5-9    | 24          |       |       |       |       |          |
| 12 | 0-4    | 20          |       |       |       |       |          |

## Економіка
2010 року серед 263 осіб працездатного віку (15—64 років) 217 були активними, 46 — неактивними (показник активності 82,5%, у 1999 році було 70,5%). З 217 активних мешканців працювало 209 осіб (116 чоловіків та 93 жінки), безробітними було 8 (3 чоловіки та 5 жінок). Серед 46 неактивних 8 осіб було учнями чи студентами, 27 — пенсіонерами, 11 були неактивними з інших причин.

У 2010 році в муніципалітеті числилось 167 оподаткованих домогосподарств, у яких проживали 420,5 особи, медіана доходів виносила 18 573 євро на одного особоспоживача